# Pieniężno

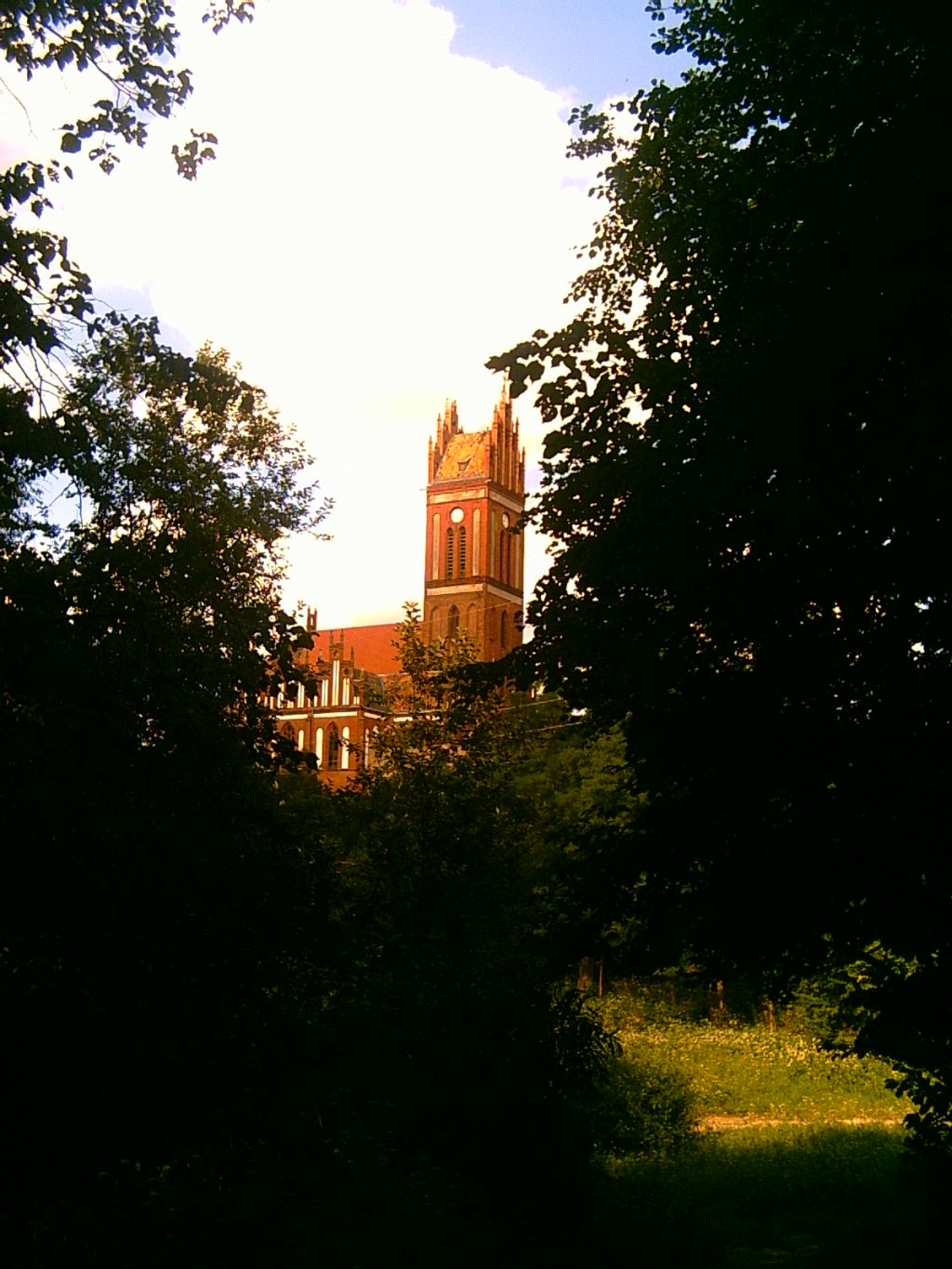
Roman Catholic church

Pieniężno /pjɛˈɲɛ̃ʐnɔ/ (en allemand Mehlsack ) est une ville située sur la rivière Wałsza (de) dans le district de Braniewo dans la voïvodie de Varmie-Mazurie en Pologne.

## Histoire
Au Moyen Âge, un fort vieux-prussien appelé Malcekuke, que l'on peut traduire approximativement par « forêt des souterrains » ou encore « terrain du diable », se trouvait près du site actuel de Pieniężno. Ce nom fut par la suite linguistiquement corrompu par les colons allemands en Mehlsack, signifiant « sac de farine », puis par les Polonais en Melzak. Au XIVe siècle il se transforma en ville à l'ouest de Heilsberg en Varmie.
Les armoiries de la ville représentent trois sacs de farine séparés par un sabre d'argent et une clef d'or, sur champ d'azur. Le site de la ville rapporte l'anecdote selon laquelle les habitants de la ville, assiégés par les Suédois lors des guerres entre la Pologne et la Suède du XVIIe siècle, jetèrent par-dessus les murailles leurs derniers sacs de farine afin de faire croire aux assiégeants qu'ils avaient encore de grandes quantités de nourriture.
Les chevaliers Teutoniques construisirent une forteresse (Ordensburg (de)) près de Malcekuke in 1302. Le château et le village proche furent détruits durant la guerre entre l'ordre Teutonique et le royaume de Pologne en 1414.
Pendant la guerre de Trente Ans, Mehlsack se soumit à l'Ordre et le château fut brûlé par les Polonais lorsqu'ils reprirent la ville. Nicolas Copernic fut administrateur des districts de Allenstein (Olsztyn) et Mehlsack pendant quelques années au XVIe siècle. D'octobre 1518 à mars 1519, il résida en dehors du château dans les villages avoisinants. De 1589 à 1599, le prince et cardinal André Báthory de Transylvanie, cousin de Sigismond Báthory, fut administrateur du château. En 1550, l'armée prussienne assiégea la ville et l'incendia partiellement.
La ville fut capturée par les Suédois en 1626 durant la quatrième guerre polono-suédoise, puis reprise par le Hetman Stanisław Rewera Potocki. Le château fut partiellement détruit par les Suédois en 1627. L'hôtel de ville, datant du XIVe siècle et reconstruit au XVe, fut détruit durant l'occupation suédoise de 1626. Il fut reconstruit en 1666, mais brûla de nouveau la même année, il ne fut reconstruit qu'en 1770. Le château fut restauré avec un pignon de style baroque en 1640, et sa fonction de forteresse disparut.
La ville fut annexée par le royaume de Prusse lors du premier partage de la Pologne en 1772, et rattaché à l'arrondissement de Braunsberg dans la province de Prusse-Orientale l'année d'après. Elle intégra l'Empire allemand en 1871 lors de l'unification allemande conduite par la Prusse.
Durant les XIXe et XXe siècles, le château perdit une partie de ses éléments architecturaux gothiques et baroques, et en 1870, les ailes est et ouest extrêmement détériorées furent détruites. Le reste du château fut utilisé par les officiels de l'administration prussienne. De 1920 à 1931, l'aile ouest du château fut rénovée pour être utilisé comme école et musée.
En 1945, Mehlsack, et son château furent détruits à 90 % lors des combats entre Allemands et Soviétiques lors des batailles précédant la prise de Königsberg. Le général Ivan Tcherniakhovski y trouva la mort.
La ville fut ensuite placée sous administration polonaise conformément aux dispositions de la conférence de Potsdam. Les résidents germanophones furent expulsés et remplacés par des Polonais, en grande partie issus eux-mêmes des zones annexées par l'URSS. La ville fut renommée Pieniężno d'après Seweryn Pieniężny (pl), éditeur du journal Gazeta Olsztyńska (pl).

## Jumelages
| Ville | Ville     | Pays | Pays      |
| ----- | --------- | ---- | --------- |
|       | Rangsdorf |      | Allemagne |